# Classe Juneau
La classe Juneau fu una classe di incrociatori leggeri della United States Navy, composta da tre unità entrate in servizio nel corso del 1946.
I Juneau erano una versione migliorata dei precedenti incrociatori leggeri classe Atlanta, da cui in effetti differivano per pochi dettagli; si trattava di unità deputate principalmente alla difesa antiaerea dei gruppi navali statunitensi. Benché impostate in piena seconda guerra mondiale, nessuna delle tre unità fu completata in tempo per prendere parte ad azioni durante il conflitto; il capoclasse USS Juneau ebbe tuttavia modo di operare nell'ambito della successiva guerra di Corea, prendendo parte in particolare all'unico combattimento navale significativo del conflitto (la battaglia di Jumunjin del 2 luglio 1950). Passati in riserva già nei primi anni 1950, i Juneau furono poi avviati alla demolizione entro i primi anni 1970.

## Caratteristiche

### Il progetto

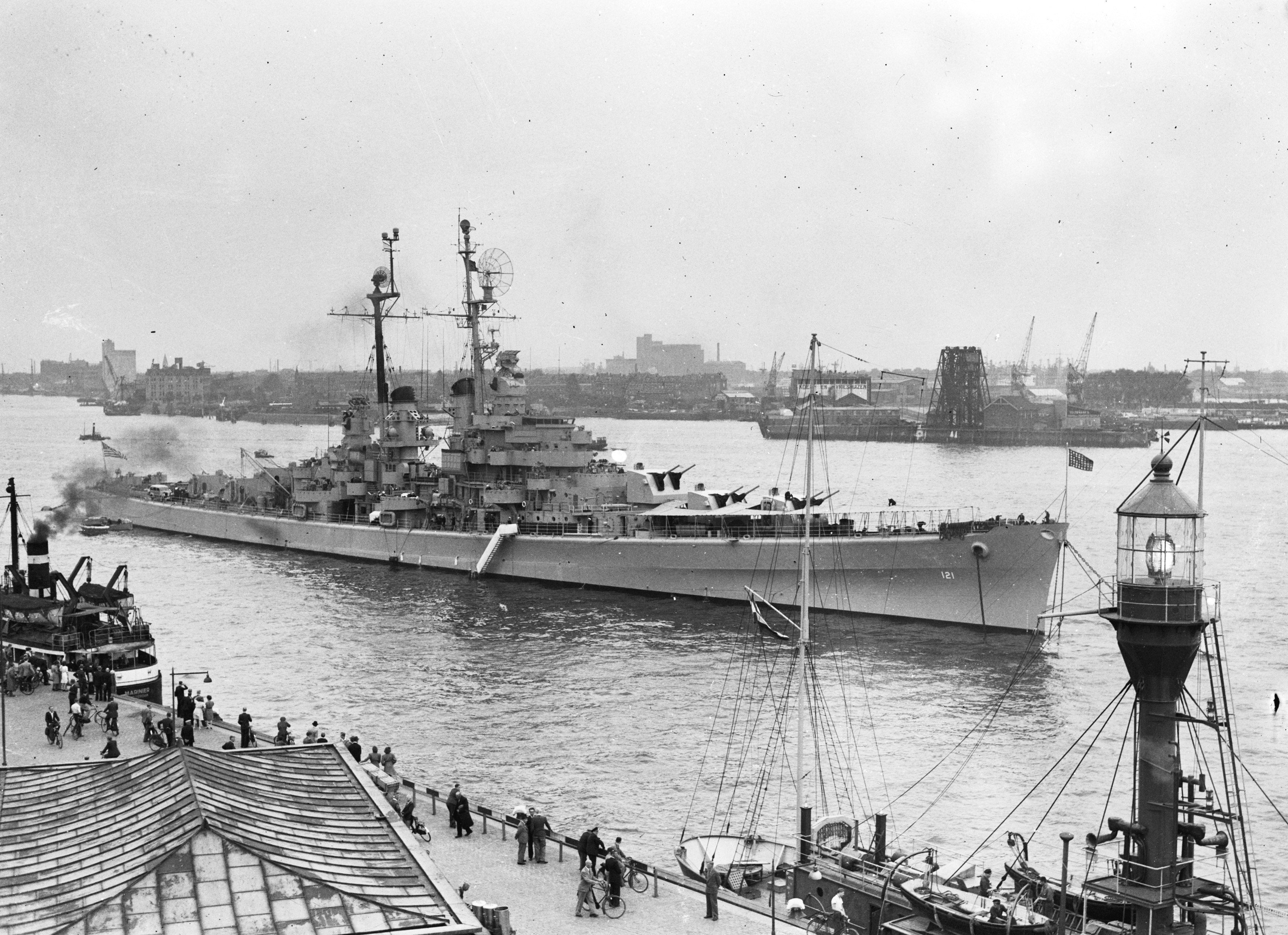
Il Fresno in porto a Rotterdam nel 1947

Tra il 1940 e il 1942, proprio a cavallo dell'entrata degli Stati Uniti nella seconda guerra mondiale, la US Navy fece impostare le otto unità della classe Atlanta: questi incrociatori leggeri furono realizzati rispettando le clausole del secondo trattato navale di Londra del 1936, ma la necessità di attenersi a tali limiti portò alla realizzazione di unità piuttosto criticate, viste più come dei grossi cacciatorpediniere che come degli incrociatori veri e propri. L'armamento principale venne basato su pezzi 5in/38, cannoni calibro 127 mm già adottati dai cacciatorpediniere statunitensi dell'epoca ma notevolmente inferiori ai pezzi portati dagli incrociatori leggeri loro contemporanei, spesso armati con il calibro 152 mm; la decisione di limitare il dislocamento standard a sole 6.000 tonnellate portò a piattaforme piuttosto piccole, con poco "spazio libero" da sfruttare per imbarcare ulteriori armamenti e migliorie. Le navi risultarono comunque sovraccariche, con conseguenti problemi di stabilità e tenuta del mare; la velocità massima, inoltre, si rivelò alle prove nettamente inferiore ai 35 nodi previsti in sede di progetto. La corazzatura era inoltre inadeguata, soprattutto nel contrasto a minacce subacquee: le prime due unità della classe entrare in servizio andarono entrambe perdute alla battaglia navale di Guadalcanal del novembre 1942 dopo essere state colpite da siluri nemici.
A dispetto dei loro numerosi difetti, tuttavia, gli Atlanta si rivelarono buone unità di scorta per i gruppi navali della US Navy impegnati contro i giapponesi nell'Oceano Pacifico; in particolare, dopo l'installazione di apparati radar e l'adozione di proiettili con spolette di prossimità radio-controllate per i pezzi da 127 mm, gli Atlanta si rivelarono ottimi nel ruolo di incrociatori antiaerei. L'accresciuta minaccia dei kamikaze giapponesi nel corso dell'ultima fase della guerra portò quindi la US Navy a ordinare l'impostazione, a cavallo tra la fine del 1944 e i primi mesi del 1945, di ulteriori tre unità classe Atlanta in aggiunta alle otto impostate due anni prima, ma secondo un progetto rivisitato che introduceva varie modifiche e migliorie per correggere i difetti riscontrati con gli Atlanta originari. In effetti, a dispetto di varie differenze i Juneau sono spesso considerati come parte della classe Atlanta o come una sottoclasse della stessa.

### Scafo e propulsione

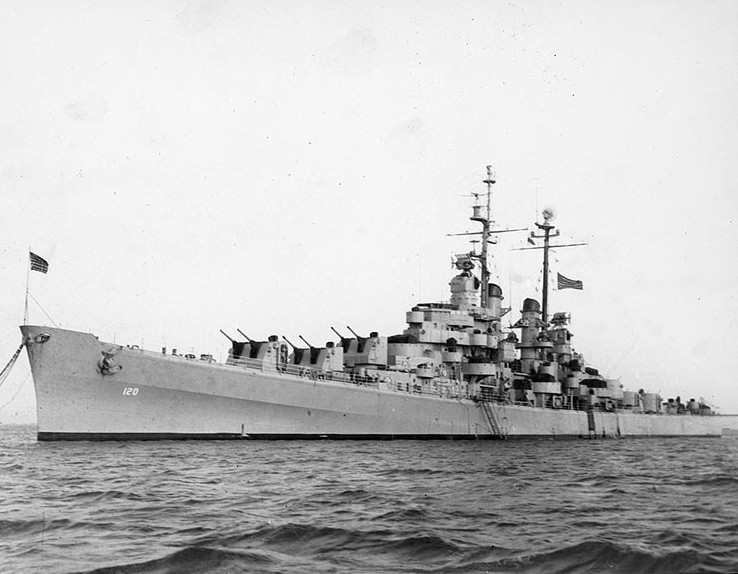
Lo Spokane in porto fotografato tra il 1946 e il 1948

I Juneau avevano uno scafo delle dimensioni analoghe a quelle degli Atlanta, ovvero lungo fuori tutto 165,1 metri, largo 16,2 metri e dal pescaggio di 6,25 metri; il dislocamento, per effetto delle varie modifiche introdotte, era invece superiore di diverse centinaia di tonnellate rispetto a quello degli Atlanta: il dislocamento standard raggiungeva infatti le 6.700 tonnellate, e quello a pieno carico le 8.450 o le 8.870 tonnellate (valori che negli Atlanta si aggiravano invece sulle 6.590 tonnellate e sulle 8.100 tonnellate rispettivamente). Le sovrastrutture erano state ridisegnate e riprogettate rispetto a quelle degli Atlanta originari, in particolare per incrementare l'arco di tiro delle armi antiaeree di bordo; le sovrastrutture erano raggruppate in due massicci blocchi a centro nave separati da uno spazio vuoto nel mezzo: il blocco anteriore comprendeva, procedendo da prua verso poppa, il torrione di comando, un albero di sostegno per gli apparati radar e radio e uno dei fumaioli, mentre il blocco posteriore raggruppava il secondo fumaiolo, un secondo albero e una tuga sopraelevata. L'equipaggio standard ammontava a 623 ufficiali e marinai, incrementabili fino a 801 uomini.
Come sugli Atlanta, il sistema propulsivo si basava su due turbine a vapore della Westinghouse Electric, alimentate da quattro caldaie della Babcock & Wilcox e azionanti due alberi motore. La potenza generata dall'impianto si aggirava sugli 75 000 shp (56 000 kW), il che garantiva una velocità massima, alle prove, di 32,5 nodi; l'autonomia si aggirava sulle 8.500 miglia alla velocità di crociera di 15 nodi.

### Armamento e protezione
I Juneau imbarcavano un armamento differente rispetto agli Atlanta originari, con meno pezzi da 127 mm ma una dotazione maggiore (in calibro e numero) di pezzi antiaerei secondari; dagli incrociatori furono inoltre eliminati gli impianti lanciasiluri e le armi antisommergibili, facendo dei Juneau delle piattaforme galleggianti di armi antiaeree.
L'armamento principale era basato su un totale di dodici cannoni da 127 mm, montati in sei torrette binate chiuse dotate di un'elevazione tale da consentire l'impiego dei pezzi tanto nel tiro contro bersagli di superficie che contro velivoli; la portata dei pezzi da 127 mm nel tiro antiaereo superava i 10.000 metri. Le torrette erano collocate due a prua e due a poppa una dietro l'altra, con ulteriori due torrette collocate rispettivamente a prua della sovrastruttura anteriore e a poppa della sovrastruttura posteriore su delle piccole tughe che le sopraelevavano rispetto alle altre torrette. L'armamento di artiglieria secondario verteva invece su un totale di 32 cannoni Bofors 40 mm ad azionamento automatico, distribuiti sulla sovrastruttura posteriore e su due piattaforme ai lati del fumaiolo più a prua in sei impianti quadrupli e quattro impianti binati; capaci di un rateo di fuoco di 60 colpi al minuto, i pezzi da 40 mm potevano riversare in cielo nell'arco di 35 secondi una tonnellata di proiettili di artiglieria fino a un'altitudine di 4.500 metri. Per la difesa antiaerea a corta gittata erano poi disponibili otto impianti binati di mitragliere da 20 mm Oerlikon.
La protezione dei Juneau era analoga a quella degli Atlanta, con una cintura corazzata lungo lo scafo spessa 95 mm nel punto massimo integrata con paratie trasversali spesse 95 mm e un ponte blindato spesso 32 mm; le torrette dei pezzi da 127 mm avevano una blindatura spessa tra i 32 e i 25 mm.

## Unità
| Nome    | Costruttore                              | Impostazione      | Varo              | Entrata in servizio | Destino finale                                                                         |
| ------- | ---------------------------------------- | ----------------- | ----------------- | ------------------- | -------------------------------------------------------------------------------------- |
| Juneau  | Federal Shipbuilding and Drydock Company | 15 settembre 1944 | 15 luglio 1945    | 15 febbraio 1946    | Radiato dal servizio il 1º novembre 1959, venduto per la demolizione il 29 aprile 1960 |
| Spokane | Federal Shipbuilding and Drydock Company | 15 novembre 1944  | 22 settembre 1945 | 17 maggio 1946      | Radiato dal servizio il 15 aprile 1972, venduto per la demolizione il 17 maggio 1973   |
| Fresno  | Federal Shipbuilding and Drydock Company | 12 febbraio 1945  | 5 marzo 1946      | 27 novembre 1946    | Radiato dal servizio nell'aprile 1965, venduto per la demolizione il 17 giugno 1966    |